# くしろチューリップ&花フェア
くしろチューリップ&花フェア（くしろちゅーりっぷあんどはなふぇあ）は、1975年に始まった、北海道釧路市で行われている祭典の1つ。

## 経緯
元々は「くしろチューリップフェア」として、鶴ヶ岱公園と栄町平和公園を会場に、原則として5月の最終日曜日を最終日とする3日間で始まったが、その後鶴ヶ岱公園のみでの開催となり、「くしろチューリップ&花フェア」に名称変更され、5月の最終日曜日のみの開催となっている。

## 日程
原則として5月最終日曜日（ただし、前日は前夜祭もある）

## 主な催し物
- 幼稚園児によるマスゲーム
- 歌のステージ

## 会場
- 北海道釧路市の鶴ヶ岱公園。